# Muraglitazar
Muraglitazar (tên thương mại được đề xuất Pargluva) là một chất chủ vận thụ thể kích hoạt thụ thể peroxisome kép có ái lực với PPARα và PPARγ.
Thuốc đã hoàn thành thử nghiệm lâm sàng giai đoạn III, tuy nhiên vào tháng 5 năm 2006, Bristol-Myers Squibb đã tuyên bố rằng họ đã ngừng phát triển thêm.
Dữ liệu trên muraglitazar tương đối thưa thớt do sự ra đời gần đây của tác nhân này. Một thử nghiệm lâm sàng ngẫu nhiên mù đôi  so sánh muraglitazar và pioglitazone đã cho thấy tác dụng của thuốc trước đây rất thuận lợi về việc tăng HDL-C, giảm cholesterol toàn phần, apolipoprotein B, triglyceride và giảm HbA1c (<i id="mwHg">p</i><0,0001 đối với tất cả các so sánh). Tuy nhiên, nhóm muraglitazar có tỷ lệ tử vong do mọi nguyên nhân cao hơn, tỷ lệ phù và suy tim cao hơn và tăng cân nhiều hơn so với nhóm pioglitazone. Một phân tích tổng hợp của các thử nghiệm lâm sàng giai đoạn II và III của muraglitazar cho thấy nó có liên quan đến tỷ lệ mắc bệnh nhồi máu cơ tim, đột quỵ, cơn thiếu máu não thoáng qua và suy tim sung huyết (CHF) khi so sánh với giả dược hoặc pioglitazone.